# Haematopota malefica
Haematopota malefica är en tvåvingeart som beskrevs av Austen 1908. Haematopota malefica ingår i släktet Haematopota och familjen bromsar.
Artens utbredningsområde är Malawi. Inga underarter finns listade i Catalogue of Life.